# 入来茉里
入来 茉里（いりき まり、1990年（平成2年）2月16日 - ）は、日本の女優、タレント。鹿児島県出身、鹿児島実業高等学校卒業。ホリプロ所属。元夫は俳優の柄本時生。

## 来歴
1990年、鹿児島県に生まれる。実家は錦江湾が見える場所にある。
2007年、第32回ホリプロタレントスカウトキャラバン審査員特別賞を受賞し、芸能界入り。初出演のテレビ番組は『アッコにおまかせ!』であり、自ら挨拶することと時間を守ることを和田アキ子から助言された。2010年、『海の金魚』で映画初主演。2013年、前年出演の『ラッキーセブン』茅野メイ役で、雑誌『TVnavi』の読者が選ぶ「ドラマ・オブ・ザ・イヤー2012」の最優秀新人賞［女優］を受賞した。同年、モブキャストガールに選ばれる。
私生活では、2008年放送の主演ドラマ『私は一本の木に恋をした』（FBS）での共演で知り合い、友人関係を経て2019年秋より結婚を前提に交際していた俳優の柄本時生と、自身の30歳の誕生日となる2020年2月16日に婚姻届を提出し結婚、翌2月17日に自身のブログおよび所属事務所を通じファックスで発表した。挙式は新型コロナウイルス感染拡大の影響で無期限延期となっていた。
2022年6月1日、週刊文春により柄本時生とすでに離婚していたことが報じられた。

## 人物
特技は12年間続けた新体操。インターハイに出場した経験があり、スカウトキャラバンの決選大会で自己アピールとして披露した。映画『仮面ライダー×仮面ライダー ウィザード&フォーゼ MOVIE大戦アルティメイタム』では、その経験を活かして変身ヒロイン『美少女仮面ポワトリン』のアクションシーンをスタントを使わず演じている。

## 出演

### テレビドラマ
- トリハダ3〜夜ふかしのあなたにゾクッとする話を 「雑音と無音の因果律」（2008年4月2日、フジテレビ）
- 四つの嘘（2008年7月10日 - 9月4日、テレビ朝日） - 原詩文（永作博美）の高校生時代 役
- 私は一本の木に恋をした（2008年8月30日、福岡放送） - 主演・平岡れい 役
- あり得ない! 第6話（2010年2月17日、MBS） - 矢口奈緒 役
- タンブリング（2010年4月17日 - 6月26日、TBS） - 中尾遥香 役
- 回廊亭殺人事件[注 2]（2011年6月24日、フジテレビ） - 一ヶ原由香役
- ラッキーセブン（2012年1月16日 - 3月19日、フジテレビ） - 茅野メイ 役
  - ラッキーセブンスペシャル（2013年1月3日）
- たぶらかし-代行女優業・マキ- 第12話（2012年6月21日、読売テレビ） - 松下葉月 役
- 土曜ワイド劇場 ゴーストライターの殺人取材〜セレブの罪を代筆する女!（2012年8月4日、テレビ朝日） - 吉永楓 役
- 町医者ジャンボ!! 第6話（2013年8月8日、読売テレビ） - 永原春菜 役
- 刑事吉永誠一 涙の事件簿 第1話（2013年10月11日、テレビ東京） - 石原望 役
- 金曜プレステージ 医療捜査官 財前一二三4（2013年11月8日、フジテレビ） - 工藤由加 役
- 相棒 Season12 第9話（2013年12月11日、テレビ朝日） - 夢路 役
- 水曜ミステリー9（テレビ東京）
  - マトリの女 厚生労働省 麻薬取締官（2014年2月19日） - 小林理央 役
  - 永遠の時効（2014年6月25日） - 丹羽奈保子 役
- BORDER 警視庁捜査一課殺人犯捜査第4係 第6話（2014年5月15日、テレビ朝日） - 芳賀佳子 役
- ゼロの真実〜監察医・松本真央〜 第4話（2014年8月7日、テレビ朝日） - 竹下彩 役
- 警部補・杉山真太郎〜吉祥寺署事件ファイル 第8話（2015年3月2日、TBS） - 綾瀬リナ 役
- 科捜研の女シリーズ（テレビ朝日）
  - Season15 第9話（2016年1月21日） - 坂下海 役
  - Season19 第25話（2019年12月19日） - 岡村美奈子 役
  - Season22 第8話（2022年12月13日） - 佐久間千佳 役
- 赤ひげ 第7話（2017年12月15日、NHK BSプレミアム / 2019年10月13日、NHK総合） - おたね 役
- ぼくは愛を証明しようと思う。（2017年12月28日、テレビ朝日） - 石嶋有香 役[19]
- 執事 西園寺の名推理 第4話（2018年5月11日、テレビ東京） - 宮下紗矢 役[20]
- 日曜プライム（テレビ朝日）
  - 警視庁・捜査一課長スペシャル（2018年7月15日） - 水戸部梓 役[21]
  - おかしな刑事スペシャル（2018年10月21日） - 長谷部泉美 役
- 江戸前の旬 第9貫・第10貫・最終貫（2018年12月9日・16日・30日、BSテレビ東京） - 柳葉佳菜子 役[22]
  - 江戸前の旬 season2 第1貫・第4貫・最終貫（2019年10月20日・11月10日・2020年1月5日）
- ひみつ×戦士 ファントミラージュ! 第10話（2019年6月9日、テレビ東京） - 天田晴美 役
- 駐在刑事 Season2 第2話（2020年1月31日、テレビ東京） - 佐野つぐみ 役[23]
- TOKYO MER〜走る緊急救命室〜 第1話（2021年7月4日、TBS） - 上野実歩 役
- 群青領域 第1話（2021年10月15日、NHK）
- 月曜プレミア8 横山秀夫サスペンス「第三の時効」（2021年11月29日、テレビ東京） - 羽村 役
- 悪女のすべて（2022年7月2日 - 9月24日、BS松竹東急） - 城戸莉沙 役[24]
- ブラック/クロウズ〜roppongi underground〜2（2022年12月14日・21日、フジテレビ） - ヒトミ 役[25]
- 勝利の法廷式（2023年4月13日 - 6月15日、読売テレビ・日本テレビ） - 黛十和 役[26]
- 蜜と毒（2024年1月11日 - 3月21日、BSテレビ東京） - 主演・小坂マチコ 役（白石隼也とW主演）[27]

### 配信ドラマ
- 美少女☆蟹工船 Episode1 「新体操部編」（2009年6月20日、DOR@MO） - 沙織 役[28]
- 敷島☆珈琲 バリスタは見た!?（2012年1月12日 - 2月7日、YouTube） - 茅野メイ 役
- あなたのことが死ぬほど嫌いです（2025年4月28日、BUMP・DramaBox・FANY: D）[29]

### 映画
- 愛流通センター（2008年7月19日、アステア） - ハルカ 役
- かずら（2010年1月30日、クロックワークス） - 森山律子 役
- 海の金魚（2010年4月10日、ティ・ジョイ） - 主演・長田ミオ 役[5]
- BADBOYS（2011年3月26日、全力エージェンシー） - 神原智美 役
- men's egg Drummers-メンズエッグ・ドラマーズ-（2011年7月16日、角川コンテンツゲート） - 神氏名美智子 役
- トリハダ-劇場版- 「好奇心から生まれる想像と漆黒」（2012年9月13日、クロックワークス）
  - トリハダ-劇場版2-（2014年9月20日）
- 仮面ライダー×仮面ライダー ウィザード&フォーゼ MOVIE大戦アルティメイタム（2012年12月8日、東映） - 上村優 / 美少女仮面ポワトリン 役[18]
- 二流小説家 シリアリスト（2013年6月15日、東映） - 鏑木樹里 役
- カルト（2013年7月20日、トラヴィス） - 入来茉里 役[30]
- 埼玉家族 「キャンディ」（2013年10月12日、松竹メディア事業部） - キャンディ 役[31]
- ライヴ（2014年5月10日、KADOKAWA） - 水野アカリ 役[32]
- 惑星ミズサ（2014年10月18日） - ヒカリ 役[33]
- のぞきめ（2016年4月2日、KADOKAWA、プレシディオ） - 岩登和世 役[34]
- TOKYO CITY GIRL -2016-「あなたの記憶（こえ）を、私はまだ知らない。」（2016年12月3日、スタンドイン）

### 舞台
- ギルバート・グレイプ（2011年1月16日 - 2月23日、東京 / 大阪） - エレン・グレイプ / メラニー 役
- 浮遊するfitしない者達（2012年7月26日 - 30日、紀伊國屋ホール）[注 3]
- Endless SHOCK（2014年2月4日 - 3月31日、帝国劇場 / 9月8日 - 30日、梅田芸術劇場メインホール / 10月8日 - 31日、博多座） - リカ 役[17]
- 天才執事 ジーヴス（2014年7月4日 - 13日、日生劇場） - マデリン・バセット 役
- SAMURAI7（2015年1月17日 - 25日、天王洲銀河劇場） - キララ 役
- 夜想曲集（2015年5月12日 - 24日、天王洲銀河劇場 他） - リリー 役[36]
- ミュージカル『ピーター・パン』
  - （2015年7月 - 8月、東京国際フォーラムホールC） - ウェンディ 役
  - （2016年7月 - 8月、東京国際フォーラムホールC） - ウェンディ 役
- ベイビーさん 〜あるいは笑う曲馬団について〜（2015年11月7日 - 14日、Zeppブルーシアター六本木） - 玉 役
- 朗読劇 私の頭の中の消しゴム 8th letter（2016年5月、天王洲銀河劇場） - 薫 役 [37]
- 舞台『曇天に笑う』（2016年5月27日 - 6月5日、天王洲銀河劇場 / 6月10日 - 11日、シアタードラマシティ） - 佐々木妃子 役[38]
- 熱血!ブラバン少女。（2017年3月4日 - 26日、博多座） - 八尋陽加里 役[39]
- 黒薔薇アリス（2017年5月12日 - 21日、Zeppブルーシアター六本木） - アリス / アニエスカ 役[40]
- トラブルショー（2018年10月18日 - 22日、IMA HALL） - 青空葵 役[41]
- ミュージカル「いつか〜one fine day」（2019年4月11日 - 21日、シアタートラム） - 夏目マキ 役[42]
- ミュージカル「浜村渚の計算ノート」（2023年8月26日・27日、キャナルシティ劇場　ほか） - 久住 役
- ある閉ざされた雪の山荘で（2024年1月22日 - 28日、大手町三井ホール） - 麻倉雅美 役[43]

### その他のテレビ番組
- スカウトキャラバン特番 合宿編 / 決選大会編（2008年1月19日 - 20日、テレ朝チャンネル）
- モリゾー・キッコロ 森へいこうよ!（2010年1月17日 - 2015年3月28日、NHK Eテレ）
- 女子力アップ!与論旅（2012年9月22日、鹿児島読売テレビ）
- 海の道が結ぶ自然遺産〜屋久島・奄美大島奇跡の島々へ〜（2013年1月27日、鹿児島放送）[注 4]
- ピカ男ピカ女（2016年6月2日 - 、TNCテレビ西日本）[44]
- 旬感☆ゴトーチ!（2018年11月6日、NHK総合テレビ）
- にっぽん100トレッキング　有珠山　生きている火山に大接近！（2018年11月23日、NHK BS）
- グータンヌーボ2（2020年8月25日、関西テレビ・フジテレビ）
- 痛快TV スカッとジャパン（2020年9月28日、2021年1月18日、4月19日、フジテレビ）
- 中居大輔と本田翼と夜な夜なラブ子さん（2020年11月18日、TBS）
- しくじり先生 俺みたいになるな!!（2020年12月8日、15日、テレビ朝日）
- 踊る！さんま御殿!!（2020年7月21日、2021年1月19日、10月12日、日本テレビ）
- 今夜くらべてみました（2021年7月28日、日本テレビ）
- あざとくて何が悪いの?あざと連ドラ『あざとくないと恋はできない？』（2021年9月18日、テレビ朝日）
- 極雀 season43（2024年5月27日、フジテレビONE）
- 高校講座 地学基礎（2025年4月 - 、NHK Eテレ） - MC[45][46][47]

### CM
- セブン-イレブン・ジャパン（2008年11月 - ）
- 九州生乳販売農業協同組合連合会（2008年10月 - ）
- mixi（2010年3月 - ） - ヒトミ 役
- 鹿児島相互信用金庫（2010年4月 - ）
- Sky株式会社（2017年11月 - ）
- 第一生命保険株式会社「安心の先にある幸せへ。」篇（2021年7月 - ）

### MV
- らっぷびと 「When They Cry」（2008年8月6日）
- スガシカオ 「コノユビトマレ」（2008年9月3日）
- Acid Black Cherry 「少女の祈りIII」（2011年6月8日）
- INFINITY16 「ずっと君と…welcomez TEE & hiroko from mihimaru GT」（2011年9月28日）
- 越山元貴 「永遠」（2012年2月29日）

## 作品

### DVD
- 「まっすぐ」（2008年12月20日、彩文館出版）

### 写真集
- 1st写真集 「まっすぐ」（2008年12月22日、彩文館出版 / 撮影：長野博文）ISBN 978-4775603581
- デジタル写真+ムービー作品集 「千住三丁目」（2011年11月5日、ファンプラス・GザテレビジョンPLUS / 撮影：irri）
- 200冊限定写真集 「北千住」（2012年2月23日、ホリプロ）
- I'm a ?（2017年11月30日発売、ワニブックス）[48]